# Ólavsøka
Die Ólavsøka [ˈɔulavs.øka] ist seit dem 13. Jahrhundert der Nationalfeiertag der Färöer am 28. Juli und besonders am 29. Juli. Er hat seinen Namen vom norwegischen König Olav Haraldsson, dem Heiligen († 29. Juli 1030). Es ist ein christlicher Feiertag, Tag der Parlamentseröffnung, Sportereignis und Volksfest.
Auf Deutsch wird dieser Tag auch als Sankt-Olafs-Tag oder Olavsfest bezeichnet. Geläufig ist ebenso der dänische Ausdruck Olai oder Olaifest. Ólavsøka ist die färöische Form der lateinischen vigilia sancti Olavi (lateinisch vigilia, färöisch vøka und bedeutet Wacht). Nur auf den Färöern ist das Olavsfest noch ein fester Bestandteil des Kalenders.
Die Ólavsøka wird offiziell am 28. Juli um 14 Uhr Ortszeit eröffnet und klingt am 29. Juli um Mitternacht mit einem gemeinsamen Singen von Volksliedern aus. Da die Ólavsøka mitten in der Hochsaison liegt, ist sie auch eine besondere Touristenattraktion. Hotels sind meist schon ein halbes Jahr vorher ausgebucht.

## Ruderregatta

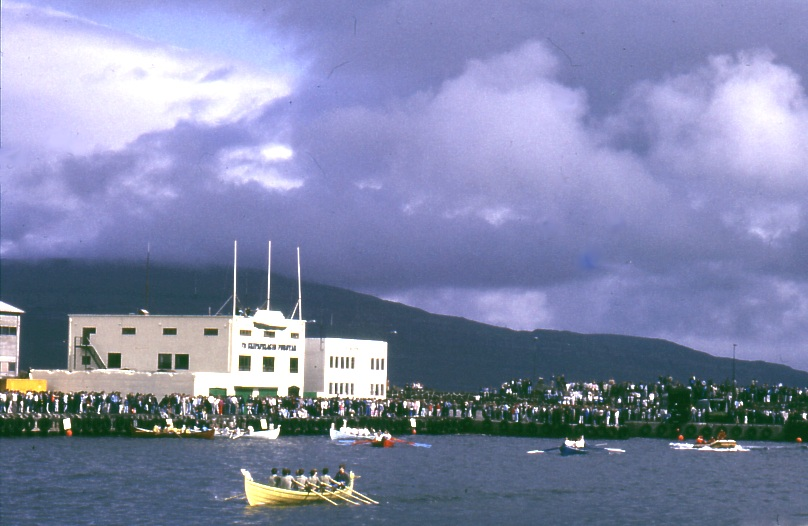
Startvorbereitungen für einen Ruderwettkampf in Tórshavn

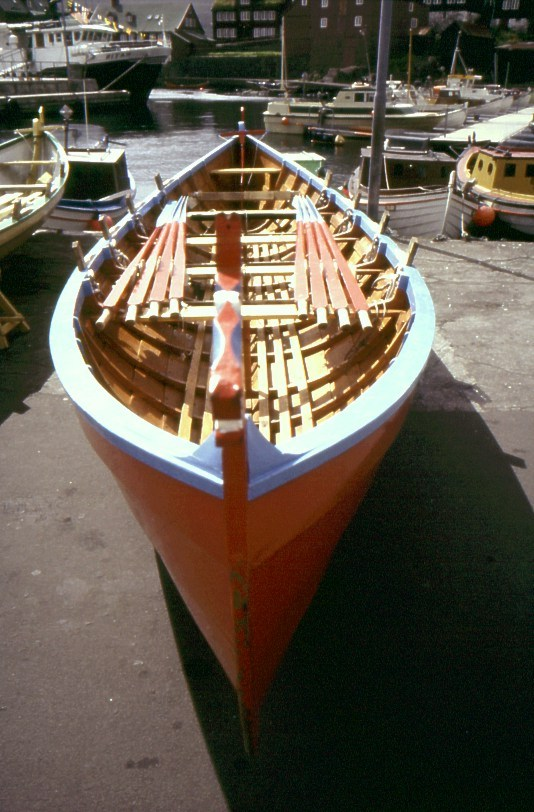
Traditionelles Ruderboot für die Ólavsøka-Regatta

Die Ruderwettkämpfe in Tórshavn finden nachmittags am 28. Juli statt. Diese Regatta bildet den Abschluss der Ruder-Saison um die nationale Meisterschaft. Der Hafen von Tórshavn ist von Menschenmassen gesäumt, und die Boote kämpfen um das Prestige ihres Ortes.

## Parlamentseröffnung und Kirchenkonvent
Die Ólavsøka ist immer auch der Tag der feierlichen Eröffnung des färöischen Parlaments, des Løgtings am 29. Juli mit der vorherigen Prozession der politischen, administrativen und geistlichen Würdenträger zur Tórshavner Domkirche. Der Løgmaður hält zur Parlamentseröffnung die Rede zur Lage der Nation, in der er die politischen Visionen für das kommende Parlamentsjahr vorträgt.
Die evangelisch-lutherische färöische Volkskirche hält am 29. Juli nach dem gemeinsamen Kirchenbesuch im Bischofssitz ihren jährlichen Konvent, zu dem alle Pfarrer des Landes erscheinen.

## Volksfest
Tórshavn ist zur Ólavsøka Schauplatz des größten Volksfests der Färinger. Von überall her strömen die Menschen in die Hauptstadt. Seit 2003 gibt es aber auch Ólavsøka-Feierlichkeiten von Auslandsfäringern in Kopenhagen, die es nicht schaffen, nach Tórshavn zu fahren. Ansonsten ist Tórshavn der einzige Ort, an dem die Ólavsøka gefeiert wird.
Überall ist die färöische Flagge gehisst, und viele Menschen tragen die färöische Tracht. Es finden färöische Kettentänze zu alten Balladen statt.
Parallel gibt es das Ólavsøkufestival mit zeitgenössischer Populärmusik färöischer Künstler. Es gibt auch eine jährliche Ausstellung färöischer Kunst.
Abschluss der Festlichkeiten ist um Mitternacht am 29. Juli jeden Jahres, wenn sich tausende Menschen auf dem Marktplatz in Tórshavn und den angrenzenden Straßen versammeln, um für eine Stunde gemeinsam alte und neue Volkslieder zu singen. Hierfür gibt es extra Gesanghefte.
Ein Gruß zur Ólavsøka auf faröisch ist Góða ólavsøku! ‚Gute Ólavsøka!‘

## Bedeutung von Olav dem Heiligen für die Färinger
Obwohl die Ólavsøka also der wichtigste Tag im färöischen Kalender ist, ist dort keine Straße und kein Ort nach Olav dem Heiligen benannt. Dieser war auch nie persönlich auf den Inseln. Er war dort zu Lebzeiten sogar geradezu unbeliebt wegen der hohen Steuerlast, die er den Färingern aufbürdete. Die Überlieferung sagt (scherzhaft), dies sei der Grund, weswegen es auf den Färöern keinen Wald gibt.